# Giardinello
Giardinello település Olaszországban, Szicília régióban, Palermo megyében. Lakosainak száma 2262 fő (2023. január 1.). Giardinello Carini, Monreale, Montelepre, Partinico és Borgetto községekkel határos.

## Népesség
A település lakossága az elmúlt években az alábbi módon változott:
| Lakosok száma | 2315 | 2304 | 2262 |
|               | 2017 | 2018 | 2023 |